# Историја Земуна
Земун се налази у југоисточном делу Срема, испод сремске заравни на десној обали Дунава, недалеко од ушћа Саве. Земун је друга по величини београдска општина. Пре једног миленијума је било самостално место.

## Имена кроз историју
| име | објашњење                                                             |
| --- | --------------------------------------------------------------------- |
|     | келтско име града                                                     |
|     | Зли град — у спису Алберта Ахенског, хроничара Првог крсташког рата 1 |
|     | аустријско име                                                        |
|     | мађарско име                                                          |

Најстарији писани трагови о данашњем имену града датирају из XII века. Настао је од словенске речи "землин" и претпоставља се да је има у вези са земуницама, земљаним градом.

## Развој насеља у праисторији
Трагови најстаријег насеља у Земуну пронађени су на Гардошу, на месту данашњег гробља. Ово насеље потиче из раног неолита, и то из времена његове најстарије културе у Подунављу.
Људи, носиоци културе овог времена, становали су у земуницама – јамама. Према остацима материјалне културе може се говорити о општем ступњу културног развитка човека тога времена и може се са релативном сигурношћу утврдити да су први становници Земуна основали своја насеља и у њима живели у времену око 4500-3000. п. н. е. Ову културну групу сменила је култура средњег и млађег неолита. Људи ове културе настањивали су данашњи Гардош. На граници данашњег земунског православног и католичког гробља могу се видети прилично јасно пресечени подови њихових кућа које су страдале у пожару.
Ову културу на подручју Срема смењује око 2000. п. н. е. баденска култура, која међу првима употребљава бакар при изради оружја и оруђа. На земунском Гардошу је једно од највећих и најдуготрајнијих насеља ове културе на територији Срема. Следећа култура на овом подручју је вучедолска. Земунска Прегревица је била место где је ова култура заживела. О томе сведоче археолошки налази нађени на обали Дунава.

## Земун кроз историју

### Земун у средњем веку
Средњовековни Земун није био значајна насеобина. Мало средњовековно земунско утврђење, налазило се на Гардошу. Остаци ове тврђаве, која је касније била део земунског града који се развио у подножју тврђаве, задржали су се и до данас.
У време првих продора Османлија на простор данашње Србије, с краја 14 и почетком 15. века, на удару се нашао и Земун. Први пут Османлије су Земун разориле 1397. године. Под Османлијску власт у потпуности потпада 8. јула 1521. године под вођством султана Сулејмана Величанственог.

#### Важни догађаји
| Датуми                        | Догађаји |
| ----------------------------- | --- |
| 1. четвртина 1. века нове ере | Римљани су пронашли Таурунум, након побуне Келта 6–8 нове ере |
| 1. век нове ере               | Плиније помиње Таурунум као друго по значају насеље у Срему |
| 4. век нове ере               | Таурунум се појављује на Појтингеровој табли, мапи римске путне мреже |
| око 400. године               | Хуни уништавају Таурунум; више векова нема даљег помињања насеља |
| 5. - 8. век                   | Остроготи, Лангобарди и Авари владали су овим подручјем |
| 795. године                   | Франци освајају Срем; затим је уследила колонизација, укључујући и Земун; међутим, нејасно је како су Франци назвали насеље.                                                |
| 827. године                   | Бугарско царство осваја Земун и назива га Земљн (Землин - (град) од земље).                                                                                                 |
| крај 9. века                  | Угарска краљевина осваја Земун и назива га Zimony. |
| 1018. година                  | Освајање од стране Византијског царства. |
| 1071. година                  | Угарска краљевина поново осваја Земун. |
| 1096. година                  | Крсташи Првог крсташког рата спаљују Земун и убијају 8.000 Земунаца; јер су прво били разбијени, зову Zemun Malevilla (Зла варош).                                          |
| 1128. година                  | Краљевина Угарска, под Стефаном II, разара Београд и користи зидове за јачање Земунске тврђаве.                                                                             |
| 1151. година                  | Византинци пљачкају и пале Земун и поново користе његове зидове да ојачају београдску тврђаву; међутим, по условима мировног уговора, Краљевина Угарска је повратила Земун. |
| лето 1164. године             | Византинци спаљују Земун и убијају већину његових становника. |
| 1166. година                  | Угарска краљевина поново преузима Земун. |
| 1241. година                  | Монголи освајају ову област на кратко. |
| 1260. година                  | Први помен фрањеваца у Земуну. |
| 1268. година                  | Срби добијају Срем као мираз од Елизабете Куманске, угарске принцезе краља Драгутина; Срби град зову Земун.                                                                 |
| 1319. година                  | Краљевина Угарска осваја Срем, укључујући и Земун. |
| 1353. година                  | Српски цар Душан осваја Срем. |
| Око 1370. године              | Поновно освајање Срема од стране Угарске краљевине. |
| 1396. године                  | Турци Османлије пљачкају Земун. |
| 1412. година                  | Земун, заједно са неким другим градовима, добијају Срби, уговором српског деспота Стефана и угарског краља Жигмунда.                                                        |
| 1434. година                  | Краљевина Угарска добија Земун као мираз ћерке српског деспота Ђурађа Катарине угарском грофу Улриху другом Цељском.                                                        |
| 1453. година                  | Османлије уништавају фрањевачку цркву и самостан у Земуну. |
| Око 10. јула 1521. године     | Османлије пале и пљачкају Земун; остаје под њиховом контролом скоро 200 година, са врло мало писаних трагова из овог периода.                                               |
| Август 1521. године           | Османски султан Сулејман Величанствени цео месец у Земуну руководи опсадом Београда.                                                                                        |
| 1573. година                  | Прво помињање православне цркве у Земуну. |

### Земун у новом веку
Земун преузим Аустроугарска на основу Београдског мира 1739. године чиме постаје погранични град. Сремска жупанија са Земуном као њеним главним градом формира се 1745. године, која припада Краљевини Хрватској и Славонији. Тада доази и до економског процвата града и становништво се увећава.
Статус слободног царског града Земун добија 8. јуна 1871. године. Хрватски језик постаје службени језик Земуна 1882. године. А од 1885. године па све до Првог светског рата подпада под директну власт Земаљске власти у Загребу. Јединице Краљевине Србије ослобађају Земун 5. новембра 1918. године.
Земун је и административно прикључен Београду 31. марта 1934. године. У Другом светском рату Земун је 12. априла 1941. године окупиран од стране Немаца. Тада је ушао у састав Независне Државе Хрватске — котар Земун у оквиру велике жупе Вуке. Два дана након ослобођења Београда, ослобођен је и Земун, 22. октобра 1944. године од стране Народноослободилачке војске Југославије и Црвене армије. Земун опет улази у састав Београда 1945. године и од тада је једна од градских општина града Београда.

#### Важни датуми
| Датуми                             | Догађаји |
| ---------------------------------- | --- |
| 1688. година                       | Хабзбурговци пале и пљачкају Земун; зову га Семлин. |
| 1690. година                       | Османлије поново заузимају Земун. |
| 1. јул 1717. година                | Еуген Савојски осваја Земун. Земун остаје под Хабзбурговцима наредних 201 година. |
| 1728. година                       | Прва земунска школа основана је фратарским редом капуцина; Земун и околна земљишта у Срему дају породици Шенборн |
| 1730. година                       | Изграђена карантинска зона, позната под именом Контумаз (демонтирана 1842). |
| 1739. година                       | Османлије поново заузимају Београд; многи хришћани беже у Земун. |
| 18. септембар 1739. године         | На Земунској обали Саве потписан Београдски уговор између Отоманског царства и Хабзбуршке монархије. |
| 25. децембар, 1744. године         | Одржана прва католичка миса у Земуну. |
| 1745. година                       | Земун је део поново успостављене сремске жупаније у Хрватској Краљевини Славонији. |
| 1746. година                       | Земун постаје део аустријске војне крајине. |
| Јесен 1751. године                 | Формира се Општински магистрат Земун, установа локалне самоуправе; Марко Николић именован за првог градоначелника (званично: „градски судија“) у историји Земуна. |
| 1772. године                       | Попис се одржава; Земун има 3.829 становника, 12 еснафа, 2 механе и 6 воденица. |
| 1776. године                       | Помиње се прва синагога у Земуну. |
| 1779. године                       | Помиње се прва пивара у Земуну. |
| 1788. године                       | На почетку аустро-турског рата, аустријски цар Јосиф II окупља трупе у Земуну да освоје Београд. Постављени први улични знакови. |
| Април 1789. године                 | Изграђена је прва болница у Земуну, и најстарија у данашњој Србији. |
| 12. октобар 1789. године           | Димитрије Давидовић, аутор првог Устава Србије и творац првих Српских новина (Novine serbske iz carstvujuščega grada Vienne, први лист 1. августа 1813. године), рођен је у Земуну.                                                                                      |
| 1801. година                       | Земун има 7.089 становника (углавном Срба, Немаца, Грка, Аромуна, Јевреја итд.) и 1.464 породице. |
| Од 18 до 20. октобра, 1817. године | Цар Франц I посећује Земун; новоосновано предграђе града, насељено Немачком, названо је Франзтал у његову част. |
| 26. јануар, 1825. година           | Основана прва библиотека у Земуну и најстарија у данашњој Србији. |
| Април 1848. година                 | Упоредо са другим савременим револуцијама, Земунци су терали градску власт одустају од свог ауторитета; након кратког периода анархије, формирали су Градско веће; ово је трајало до августа 1849. године. Већи део револуције Земун је био престоница Српске Војводине. |
| 1848–1852. године                  | Представници Земуна били су у саставу Хрватског сабора |
| 5. јул 1852. године                | Цар Франц Јозеф посећује Земун. |
| 1853. године                       | Основана је телеграфска служба између Земуна, Петроварадина и Кикинде. |
| 23. септембар 1858. године         | Земунска гимназија званично основана; у почетку има 21 ученика. |
| 29. мај 1867. године               | Аустријско царство се претвара у Аустроугарску. |
| 1. јануар 1871. године             | Земун је проглашен слободним царским градом; Заједницу за прекршаје замењује Градска управа |
| Април 1876. године                 | Источне делове Земуна преплављује Дунав; штета се процењује на 150.000 форинти. |
| 1879-1886 године                   | На месту где је стајао Контумац засађен је Градски парк (Градски парк) површине 7,7 хектара. |
| 1881. година                       | Земун и хрватско-славонска војна крајина укључени су у Троједину Краљевину Хрватску, Далмацију и Славонију. |
| 10. децембар 1883. године          | Завршена железничка пруга између Будимпеште и Земуна; годину дана касније и Земун је везан за Београд. |
| 1886-1889 године                   | Изграђен је Земунски кеј, неколико километара дуга насипа. |
| прољеће 1895. године               | Поново је Дунав преплавио Земун; овога пута штета је процењена на 200.000 форинти. |
| 1896. година                       | У Земуну је подигнута Миленијумска кула, поводом 1000 година мађарске државе; данас је кула најпознатије земунско обележје. |
| Децембар 1900. године              | Постављена и пуштена у функцију електрична улична расвета. |

## Земун у 20. веку

#### Важни датуми
| Датуми                              | Догађаји |
| ----------------------------------- | --- |
| 1904. година                        | Прва биоскопска пројекција; Први земунски биоскоп отворен је 1908. године. |
| 28. јула 1914. године               | Први светски рат почиње гранатирањем Београда (Србија) из Земуна (Аустро-Угарска); Српска војска 10. септембра улази у Земун, али је три дана касније принуђена на повлачење.                                            |
| 29. октобар 1918. године            | Краљевина Хрватска, Далмација и Славонија проглашава независност од Аустрије и Угарске и улази у Државу Словенаца, Хрвата и Срба са Земунским делом.                                                                     |
| 5. новембар 1918. године            | Српска војска улази у Земун. |
| 25. новембар 1918. године           | Велика народна скупштина Срба, Буњеваца и осталих Словена прогласила је прикључење покрајине Баната, Бачке и Барање Краљевини Србији уз помињање Срема, али је то оспорило Народно веће Државе Словенаца, Хрвата и Срба. |
| 1. децембар 1918. године            | Држава Словенаца, Хрвата и Срба (са Земунским делом) ступила је у унију са Краљевином Србијом и формирала Краљевину Срба, Хрвата и Словенаца.                                                                            |
| Април 1919. године                  | Чувени Оријент експрес воз који повезује Париз са Истанбулом почиње свакодневно да саобраћа кроз Земун; оригинални Оријент експрес је возио Земуном од 1885. године.                                                     |
| 1921. године                        | Одржава се попис становништва; Земун има 18.528 становника. |
| 25. март 1927. године               | Цивилно/војно аеродром, први у Краљевини Срба, Хрвата и Словенаца, почиње са радом на периферији Земуна; први домаћи комерцијални лет (Земун–Загреб) био је 15. фебруара 1928. године.                                   |
| 1928. година                        | У Земуну се налази штаб Краљевског ваздухопловства. |
| 1932. године                        | Пољопривредно-шумарски факултет се сели у Земун. |
| 1. април 1934. године               | Земун постаје општина града Београда. |
| 1935. година                        | У јануару се Земун повезује са Београдом аутобуском линијом преко новоизграђеног Моста краља Александра; 5. новембра трамвајска линија повезује и Земун са Теразијама.                                                   |
| 6. април 1941. године               | Нацистичка Немачка бомбардује Београд у Другом светском рату; Земун је остао скоро нетакнут, али су браниоци срушили мост краља Александра.                                                                              |
| 12. април 1941. године              | Силе осовине улазе у Земун. |
| 10. октобра 1941. године            | Земун постаје део Независне Државе Хрватске. |
| Децембар 1941. године               | На земунској обали Саве изграђен је концентрациони логор Сајмиште (званично: Judenlager Semlin); у њој је страдало више од 10.000 људи до септембра 1944. године, када је демонтиран.                                    |
| 27. јул 1942. године                | Преостале земунске Јевреје нацисти депортују у логоре истребљења Јасеновац и Стара Градишка. |
| Од априла до септембра 1944. године | Београд и Земун су снажно бомбардоване од стране савезничких снага. |
| 22. октобар 1944. године            | Партизани и Црвена армија улазе у Земун; постаје део Демократске Федеративне Југославије (од 1945. Федеративна Народна Република Југославија).                                                                           |
| 22. октобар 1945. године            | Земун поново постаје општина града Београда. |
| 1952. године                        | Део општине Земун се отцепљује и формира Нови Београд. |
| 9. септембар 1952. године           | У највећој бродској несрећи у Југославији, више од 90 људи погинуло је у невремену потонуо путнички брод Ниш на редовној линији од Београда до Земуна.                                                                   |
| 20. октобар 1956. године            | Прва тролејбуска линија која повезује Београд и Земун почиње са радом преко Моста братства и јединства; тролејбуске линије до Земуна укинуте су 1973. године.                                                            |
| 28. април 1962. године              | На територији општине Земун почиње са радом нови, већи аеродром; стари аеродром престаје са радом 1964. године. |
| 1950тих – 1980тих година            | Дуго са бумом становништва у Београду, становништво Земуна се утростручује јер се гради више нових насеља. |
| средина 1990их година               | Око 40.000 избеглица из југословенских ратова настанило се у општини Земун. |
| Април 1999. године                  | У НАТО бомбардовању Југославије оштећен штаб Ратног ваздухопловства и уништене касарне у Земуну. |

## Земун у 21. веку

#### Важни датуми
| Датуми                    | Догађаји                                                                                          |
| ------------------------- | ------------------------------------------------------------------------------------------------- |
| 12. март 2003. године     | Српски премијер Зоран Ђинђић убијен у Београду; многи од завереника припадали су Земунском клану. |
| 24. новембар 2003. године | Велики део општине Земун се отцепљује у општину Сурчин.                                           |
| 16. март 2006. године     | Београд изабран за јужноевропски град будућности.                                                 |
| Април 2006. године        | Дунав се уздиже до саме ивице Земунског кеја, али га не плави, осим на неколико најнижих тачака.  |
| Oктобар 2011. године      | Одржан је попис, последњи до сада; Земун има преко 150.000, а општина преко 165.000 становника.   |
| 18. децембар 2014. године | Пупинов мост, први земунски стални мост преко Дунава пуштен је у саобраћај                        |

## Градска општина Земун
Један је од највећих индустријских центара у Србији, са металопрерађивачком, текстилном, индустријом коже и обуће, хемијско-фармацеутском, дрвном. Значајно је средиште друмског, речног и ваздушног саобраћаја. Територијално, историјски, политички, културно, економски и саобраћајно везан је за Београд, у чијем је саставу од 1934. године. Укупна површина општине Земун, укључујући и Земун Поље, Батајницу и Угриновце, је 15 356 ha .
По званичним подацима пописа становништва од 2011. године на територији општине Земун, живи 168.170 становника.  
Празник општине Земун је 5. новембар – Дан ослобођења Земуна у Првом светском рату. Земун обележава и 22. октобар – Дан ослобођења у Другом светском рату. Заветна слава општине Земун је Воздвижење Часног крста – Крстовдан- 27. септембар.
Органи градске општине су: Скупштина градске општине, Председник градске општине, Веће градске општине и Управа градске општине.
Скупштина градске општине Земун има 57 одборника.
Данас се територијално шири према западу и југозападу, где се спојио са Новим Београдом.